# Christopher Roy Fraser-Jenkins
Christopher Roy Fraser-Jenkins  ( n. 1948) es un botánico, y pteridólogo inglés, estudioso del género Dryopteris Adans. de la familia Aspidiaceae.
Obtiene su B.Sc. con honores en la "Leicester University" en 1970; estudiando para su Ph.D. bajo la tutoría del Profesor T.G. Tutin, y es invitado por los Profesores I. Manton y Dr. J.D. Lovis al curso de postgrado sobre citotaxonomía de helechos en la Leeds University. Con su Ph.D. enseña Biología en la "Charterhouse School" con el botánico pionero en Nepal, Oleg Polunin. Luego realiza investigaciones full-time sobre helechos, con su propio programa de largo término, y con la ayuda y colaboración del Museo de Historia Natural de Londres, y con su colega botánico de muchos años, el premio Nobel, Profesor T. Reichstein de Basilea, viajando extensamente, colectando y estudiando en herbarios y a campo por el mundo, particularmente en el Asia occidental (Turquía, Cáucaso) y, desde 1977, focalizando en el subcontinente hindú. Como miembro del "Nuffield Research" del "Natural History Museum", de 1979 a 1981, realiza una compleja y larga monografía sobre los géneros indios de helechos, particularmente Dryopteris y Polystichum, seguido por otros.

## Algunas publicaciones

### Libros
- 2006. The First Botanical Collectors in Nepal: The Fern Collections of Hamilton, Gardner and Wallich. Ed. Bishen Singh Mahendra Pal Singh. viii + 106 pp. ISBN 81-211-0506-4

- 1999. A Survey of Phenolic Compounds in Dryopteris and Related Fern Genera: Part 2 Phloroglucinol Derivatives in Subgenus Dryopteris (Pteridophyta, Dryopteridaceae). Acta botánica Fennica 164. Con Carl-Johan Widén, Tadeus Reichstein, Jaakko Sarvela. Editor Finnish Zoo. & Bot. Publ. Board, 56 pp.

- 1997. New Species Syndrome in Indian Pteridology and the Ferns of Nepal. Ed. International Book Distributors. x + 403 pp. ISBN 81-7089-252-X

- 1989. A Monograph of Dryopteris (Pteridophyta: Dryopteridaceae) in the Indian Subcontinent. Vols. 15 y 18 de Bull. of the British Museum. Editor British Museum, 154 pp.

- La abreviatura «Fraser-Jenk.» se emplea para indicar a Christopher Roy Fraser-Jenkins como autoridad en la descripción y clasificación científica de los vegetales.[1]

## Fuente
- Desmond, R. 1994. Dictionary of British & Irish Botanists & Horticulturists includins Plant Collectors, Flower Painters & Garden Designers. Taylor & Francis & The Natural History Museum, Londres.